# Hátmeg
Hátmeg (ukránul: Загаття [Zahattya]) falu Ukrajnában, Kárpátalján, a Huszti járásban.

## Fekvése
Ilosvától északnyugatra, Dávidfalva mellett fekvő település.

## Nevének eredete
A Hátmeg helységnév magyar eredetű. A falu fekvéséről kapta a nevét, a település a Hosszúhát nevű hegy és erdőség keleti oldalán jött létre. A hegynév a magyar hát ’szélesebb tetejű magaslat, földhát, hosszan elnyúló földkiemelkedés’ főnévből keletkezett hasonlóságon alapuló névátvitellel. A meg főnév ’valami mögött levő hely’ jelentésű, hegyen túli, hegy mögötti falura utal. A hivatalos ukrán Загаття a magyar név tükörfordítása.

## Története
Hátmeg nevét már 1378-ban említették az oklevelekben Hatmeg néven (DocVal. 276). Későbbi névváltozatai: 1466-ban Hathmege, 1533-ban Hatth megh, (Conscr. Port.), 1541-ben Hathmegh, 1542-ben Hath meghi, 1543-ban Hathmegh, 1550-ben Hathmeghÿ, 1570-ben Hatth megh, 1693-ban Zahatia (Hodinka 373), 1773-ban Háthmeg, Zahatya, 1808-ban Hátmeg, Zahota, Zahotya (Lipszky:Rep. 233), 1851-ben Hátmeg (Zahatka), 1877-ben Hátmeg, Záhatya (Hnt.), 1913-ban Hátmeg, 1925-ben Zahat’a, Zahatie, Zahatje, 1930-ban Záhatí, 1944-ben Hátmeg, Загатья (Hnt.), 1983-ban Загаття, Загатье (ZO).
A 19. században híres volt hamuzsír égetőjéről.
1910-ben 1619 lakosából 154 magyar, 1445 ruszin. Ebből 29 római katolikus, 1456 görögkatolikus, 106 izraelita volt. A trianoni békeszerződés előtt Bereg vármegye Felvidéki járásához tartozott.

## Itt születtek, itt éltek
* Erdélyi Béla festőművész 1891. május 25-én itt született Hátmegen.[forrás?]